# Математички мост
Дрвени мост је мост на Квинс колеџу Универзитета у Кембриџу који повезује два дела колеџа. Изграђен је 1749. године преко реке Кам. Популарно име му је математички мост. Има лучки облик, али је у потпуности састављен од равних греда поређаних на врло софистициран начин. На тај начин се добио оригиналан инжењерски дизајн по чему је мост и добио име.

## О мосту
Дрвени мост у Кембриџу лежи на каменим основама са обе стране обале реке Кам и потиче још из 1749. године. Дизајнирао га је Вилиам Етериџ, а изградио Џејмс Есек. Обновљен је у два наврата 1866. и 1905. године, али је задржао исти дизајн. Колеџ поседује стар модел моста и претпоставља се да је то Етериџев модел из 1748. године иако за то не постоје сигурни докази. Чак и овај модел садржи шрафове на својим зглобовима. 
Дрвене греде су тако распоређене у серији тангената који чине лук моста са радијалним елементима за повезивање тангенте заједно. Таква структура чини мост чврстим и самоносећим.

## Митови
Популарна је прича да је Исак Њутн дизајнирао и сазидао Математички мост без употребе шрафова и ексера. Различите приче говоре да су студенти Универзитета у Оксфорду раставили мост и покушали да га саставе поново, али нису успели да га саставе без шрафова и ексера. У стварности, шрафови или еквиваленти су инхерентни део дизајна. Када је првобитно изграђен, гвоздени шиљци су били спуштени у зглобове са спољне стране, где се нису ни видели са унутрашње стране парапета. Њутн није могао да буде укључен у изградњу моста јер је двадесет две године после његове смрти изграђен (умро је 1727. године). 

## Галерија
- Из албума Универзитета у Кембриџу
- Поглед на Квинс колеџ са Математичким мостом
- Математички мост из 1865. године
- Математички мост данас
- Дрвени мост Квинс колеџа
- Математички мост
- Математички мост